# Alsophis
Alsophis es un género de culebras que pertenecen a la familia Dipsadidae. Sus especies se distribuyen por las Antillas Menores. Las especies que conforman este género son muy raras en la actualidad, y se consideran en peligro crítico de extinción.

## Descripción
Las culebras Alsophis son relativamente pequeñas y sólo crecen hasta cerca de un metro de largo. Existe dimorfismo sexual, es decir, las hembras son más grandes que los machos. Son serpientes con pequeños colmillos posteriores, lo que los hace inofensivos para el hombre. 

## Especies
Se reconocen las siguientes 9 especies:
- Alsophis antiguae Parker, 1933
- Alsophis antillensis (Schlegel, 1837)
- Alsophis danforthi Cochran, 1938
- Alsophis manselli Parker, 1933
- Alsophis rijgersmaei Cope, 1869
- Alsophis rufiventris (Duméril, Bibron & Duméril, 1854)
- Alsophis sajdaki Henderson, 1990
- Alsophis sanctonum Barbour, 1915
- Alsophis sibonius Cope, 1879